# Jakmeni
Jakmeni, o anche Yakmeni, (in accadico, 𒅀𒀝𒈨𒉌, Ia-ak-me-ni; fl. XXII secolo a.C.) è stato un sovrano dell'Assiria.